# Meredith Terretta
Meredith Terretta est une historienne contemporanéiste canadienne spécialiste de l'Afrique.

## Biographie
Meredith Terretta soutient en 2004 sa thèse à l'université du Wisconsin à Madison. Elle est professeure d'histoire à l'université d'Ottawa,.
Autrice de nombreuses publications,,, elle est une spécialiste de la décolonisation, des mouvements politiques et des droits humains en Afrique, en particulier au Cameroun,.

## Ouvrages

### Ouvrages personnels
- (en) Cameroonian women, the act of petitioning, and the creation of a popular nationalism, 1949-1960, Madison, University of Wisconsin-Madison, coll. « African Studies Program », 2004.
- (en) The Fabrication of the Postcolonial State of Cameroon : Village Nationalism and the UPC's Fight for Nation, 1948-1971, Madison, University of Wisconsin-Madison, 2004, 414 p. (lire en ligne).
- (en) Petitioning for Our Rights, Fighting for Our Nation : The History of the Democratic Union of Cameroonian Women, 1949-1960, Bamenda, Langaa RPCIG, 2013, 157 p. (ISBN 9956-728-05-5, lire en ligne)[6],[7].
- (en) Nation of Outlaws, State of Violence: Nationalism, Grassfields Tradition, and State Building in Cameroon, Athens, Ohio University Press, 2013, 368 p. (ISBN 978-0-8214-2069-0, lire en ligne)[8],[9],[10],[11],[12],[13],[14],[15],[16],[17].

### Direction d'ouvrages collectifs
- (en) Tricia Redeker Hepner, Benjamin N. Lawrance, Joanna T. Tague et Meredith Terretta (dir.), African Asylum at a Crossroads: Activism, Expert Testimony, and Refugee Rights, Athens, Ohio University Press, 2015, 280 p. (ISBN 978-0-8214-2138-3, DOI 10.2307/j.ctt1rfsp0z, lire en ligne)[18],[19],[20].
- (en) Meredith Terretta et Samuel Moyn (dir.), The Cambridge World History of Rights, vol. 5 : The Twentieth and Twenty-First Centuries. (présentation en ligne).
- (en) Stéfanie Morris, Karina Juma, Meredith Terretta et Patti Tamara Lenard, Ordinary People, Extraordinary Actions: Refuge Through Activism at Ottawa’s St. Joe’s Parish, Ottawa, University of Ottawa Press, 2022, 176 p. (lire en ligne).